# Jamal Shuler
David Jamal Shuler (Jacksonville, Carolina del Norte; 11 de enero de 1986) es un exjugador de baloncesto estadounidense que disputó trece temporadas como profesional, todas ellas en Europa. Con 1,91 metros de altura, jugaba en la posición de escolta.

## Universidad
Tras formarse en el Jacksonville High School en Jacksonville (Carolina del Norte), se enroló en 2004 en las filas de los VCU Rams de Richmond (Virginia),  donde permaneció hasta 2008. Su mejor temporada fue la última, la 2007-2008, donde tuvo un promedio de 15,5 puntos, 4,6 rebotes, 1,2 asistencias y 1,5 robos por partido y entró en el mejor quinteto defensivo de la CAA y en el mejor quinteto de la CAA. En sus cuatro años en la universidad acumuló un total de 115 partidos jugados con un promedio de 8,7 puntos, 2,5 rebotes y 1 asistencia por partido en 21 min de juego.

## Trayectoria Profesional

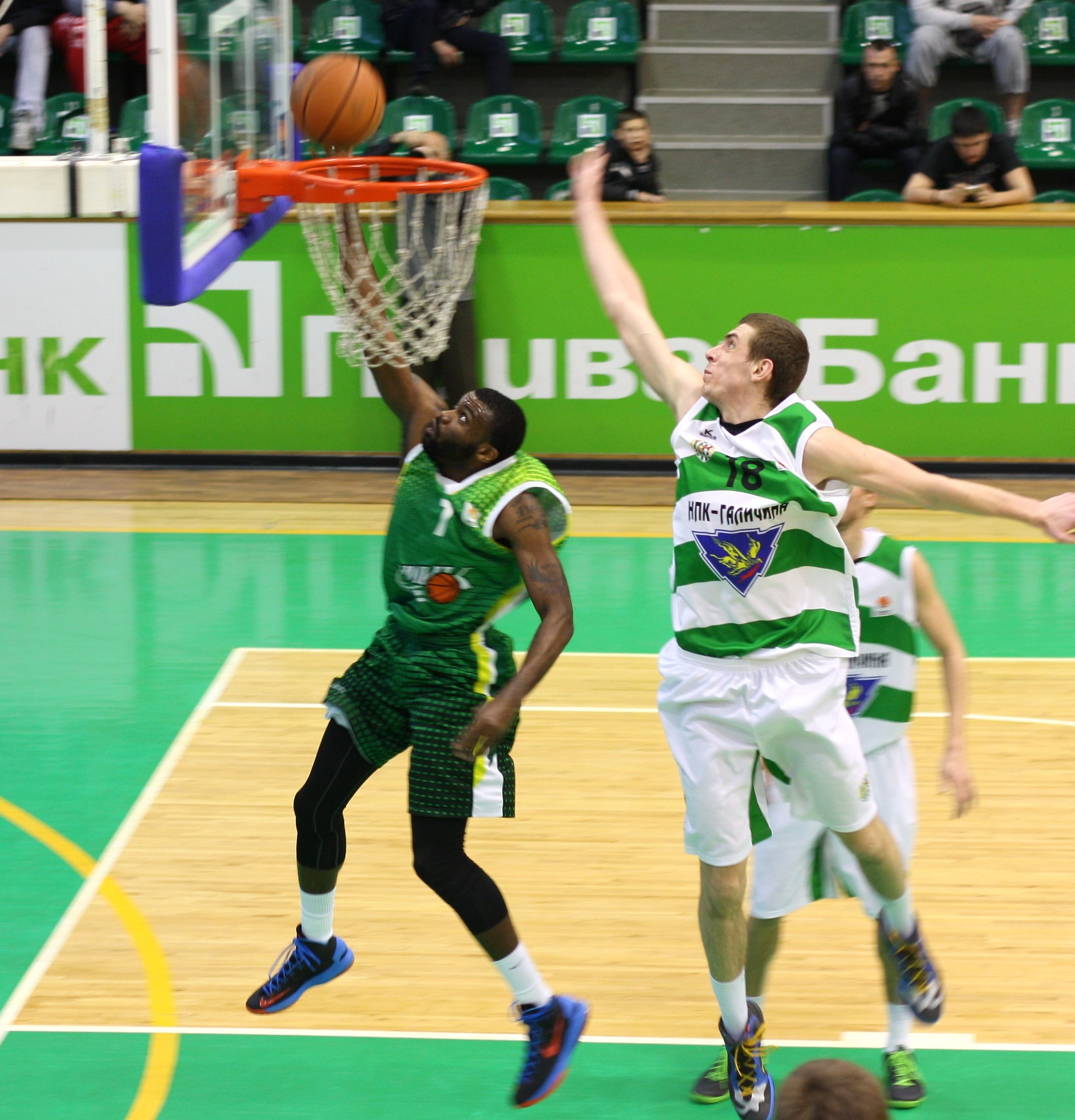
Anton Davydyuk y Jamal Shuler

### TBB Trier
Tras no ser elegido en el Draft de la NBA de 2008, fichó por el TBB Trier alemán, donde estuvo dos temporadas (2008-2009 y 2009-2010).

### JA Vichy
En la temporada 2010-2011 vivió su primera experiencia en tierras francesas, en las filas del JA Vichy. Jugó 30 partidos de liga con un promedio de 16 puntos (38% en triples), 3,4 rebotes, 3 asistencias y 1,4 robos de balón en 34 min por partido.

### SLUC Nancy
Las siguientes dos temporadas (2011-2012 y 2012-2013) estuvo el SLUC Nancy, donde conquistó la Supercopa Francesa. Disputó 44 partidos en liga y 3 de play-offs, con un promedio de 12,6 puntos, 3,4 rebotes, 2,1 asistencias y 1,3 robos en 32 min de media, y de 16,7 puntos, 4,3 rebotes, 3,7 asistencias y 2 robos en 38 min de media en play-offs. Jugó 10 partidos en la Euroliga 2011-12 con un promedio de 11,2 puntos, 3 rebotes y 2 asistencias, aunque su equipo quedó último del Grupo A con un balance de 3 victorias y 7 derrotas.

### Khimik
La temporada 2013-2014 la jugó en las filas del Khimik-OPZ Yuzhny ucraniano, donde disputó 30 partidos en la Superliga de baloncesto de Ucrania, promediando 12,7 puntos, 4,7 rebotes, 3,3 asistencias y 1,2 robos de balón en 28,2 min de juego. En la Eurocup 2013-14, donde su equipo llegó hasta octavos de final, jugó 18 partidos con un promedio de 12,9 puntos, 3,8 rebotes y 3,5 asistencias en 31,7 min de media.

### JSF Nanterre
En la temporada 2014-2015 regresó a Francia para jugar en las filas del JSF Nanterre, donde ganó la  Supercopa Francesa en 2014 y la Eurochallenge en 2015, siendo proclamado MVP de la Final-Four. En 34 partidos de liga promedió 13,7 puntos, 4 rebotes, 2,7 asistencias y 1 robo de balón en 30 min por partido. En los play-offs jugó 2 partidos con un promedio de 10,5 puntos, 2,5 rebotes, 1 asistencias y 1,5 robos en 30 min de media, mientras que en la Eurochallenge jugó 16 partidos con un promedio de 14,1 puntos, 3,8 rebotes, 2,6 asistencias y 1,6 robos de balón en 30,2 min de media.

### AS Mónaco
En la temporada 2015-2016 firmó un año con el recién ascendido AS Mónaco Basket.